# Rødovre og Omegns Gymnastikforening
Rødovre og Omegns Gymnastikforening (ROG) har hjemsted i Rødovre vest for København. Foreningen er den ældste idrætsforening i Rødovre Kommune og har i mere end 80 år været en del af idrætslivet i kommunen og dens omegn, ROG er med sine ca.1250  medlemmer en af de største en-strengede foreninger i kommunen. 

## Motto
Foreningens motto er: ROG, foreningen hvor bredden og eliten mødes.

## Historie
ROG blev stiftet den 24. oktober 1924 på initiativ af Majus Andersen. Da der ikke var gymnastikforeninger i de omkringliggende landsbyer, Brønshøj, Husum og Vanløse, fik foreningen det lidt besværlige navn. Foreningens formål var at give medlemmer mulighed for at dyrke den såkaldt "folkelige gymnastik".
I løbet af 1930'erne kom flere idrætsgrene til, i første omgang håndbold og folkedans. Senere blev aktiviteterne udvidet med terrænsport, badminton, atletik og skydning. Som noget af de sidste kom også Redskabsgymnastik på programmet.
Under besættelsen fra 1940 til 1945 blev kulturelle arrangementer en del af foreningens dagligdag. Navne som Gunnar Lemvigh, Ib Schønberg, Christian Arhoff og Erika Voigt optrådte ved foreningens arrangementer på Damhuskroen.
I 1952 var foreningen blevet så stor, at det blev besluttet at opsplitte den i en række mindre foreninger. Håndbold var den første idrætsgren, der blev skilt ud. Foreningens håndbolddafdeling blev slået sammen med Rødovre Boldklubs håndboldafdeling, og derved opstod Rødovre Håndboldklub. Senere blev de andre afdelinger også skilt ud som selvstændige foreninger og i dag har ROG "kun" gymnastik på programmet.
Til gengæld er der mulighed for at dyrke næsten alle gymnastikkens variationer, fra dame- og herre motionsgymnastik, over aerobic, callanetics, og pilates, til børnegymnastik med og uden redskaber. Også konkurrencegymnastik inden for Grandprix, Spring-Rytme og Idrætsgymnastik er på programmet
I 2006 blev ROG udnævnt til Årets forening af Danmarks Gymnastik Forbund. Med i udnævnelsen til denne fine pris tæller ROG’s store breddearbejde for ikke mindst børn og unge, men også ældremotion og de mange forskellige gymnastikdiscipliner på programmet samt Mix.holdets flotte resultater gennem mange år.

## Resultater
I foreningens tidligere år, var det ikke konkurrenceidrætten, der var i højsædet, men klubbens håndboldhold for både herrer og damer stillede dog op i de københavnske serier. Målscoren var dog en noget anden end man ser i dag. Således kvalificerede ROG's damer sig i 1942 til oprykning til den københavnske B-række ved at besejre Ollerup Delingsførere med 2 – 1.

### Atletik
I slutningen af 40'erne og begyndelsen af 50'erne var det primært inden for i atletik at foreningen gjorde sig gældende. Ragnvald Thunestvedt blev foreningens første danske mester, da han i 1948 vandt 15 km kapgang. Udover kapgang, var Thunestvedt også på landsholdet i atletik. Thunestvedt vandt flere DM'er, (1949, 1950, 1951, 1952, 1954 og 1956) og i 1952 repræsenterede han Danmark ved OL i Helsingfors.

### Idrætsgymnastik
Herreafdelingen:
I 70'erne og 80'erne var det indenfor idrætsgymnastikken at foreningen mest gjorde sig gældende. Med navne som Jes Wulff Hansen, Klaus Danø, Leif Vangdrup, Keld Nielsen, Birger Skov, Peter Velin og ikke mindst Kurt Trangbæk og senere blandt andre Henrik Mains, Steffen Meyer, John Smith og Rene Olsen, vandt holdet adskillige danske mesterskaber, både for hold og individuelt. Det seneste individuelle DM hos herrerne blev vundet af Morten List i 1989.Efterfølgende blev disciplinen for herreidrætsgymnastik nedlagt i ROG pga. resursemangel. 
Dameafdelingen:
Også damerne var godt med, ikke mindst på den individuelle side. Else Trangbæk, Eva Wulff Hansen, Majbritt Christensen, Anne Mette Vagtborg, Mette Trangbæk, Joy Thorsted, Susanne Olesen, Malene Josty og Lithal Cohen er blandt de navne, der har været med til at sikre ROG mesterskaber hos kvinderne.
Det seneste Hold DM-guld hos kvinderne, blev vundet i 2000 af Jessie Ipsen, Lital Cohen, Malene Josty  Mette Hulgaard, og Camilla Sørensen.

### Spring-rytme "GymTeam" gymnastik
Siden 1990 har det været i Spring-rytme gymnastik, at ROG har hentet flest resultater. I første omgang, var der kvinderne, der var dominerende med flere danske mesterskaber og gode placeringer ved Nordiske mesterskaber og Europamesterskaber. Sidste DM titel for kvinderne blev vundet i 2005. 
I perioden 1997-2006 var ROG's Mix-hold dominerende både nationalt og internationalt. De formåede at vinde DM titlen 9 gange og sluttede epoken med en sølv ved DM i 2006.I denne periode vandt de NM 2 gange, fik en sølv og en bronze. Ved EM startede de med sølv for herefter at vinde EM guld, 3 gange i træk. Ved sidste optræden under EM måtte de nøjes med bronze efter en meget spændende konkurrence, hvor 3 hold endte med samme pointtal. Deltagerne gennem perioden var bl.a.: Susanne O Scaarup, Jessie Ipsen, Bettina Andreasen, Charlotte Haugaard, Jette Hoaarbye, Kristina (Krist.)Møller, Lene Jørgensen, Line Rasmussen, Lisbeth Nysom, Liselotte Brix, Maria Breuning, Henrik Hansen, Jacob Christensen, Martin Buch, Martin Juhl, Martin Lütken, Morten Behr, Peter Foged, Simon Juhl, Steffen Buhl, Theis Hansen, Bent Schaarup, Tine Hemmingsen, David Ipsen, Connie Stiholt N. Mfl.